# Geusibia torosa
Geusibia torosa är en loppart som beskrevs av Jordan 1932. Geusibia torosa ingår i släktet Geusibia och familjen smågnagarloppor. Inga underarter finns listade i Catalogue of Life.